# Midōsuji

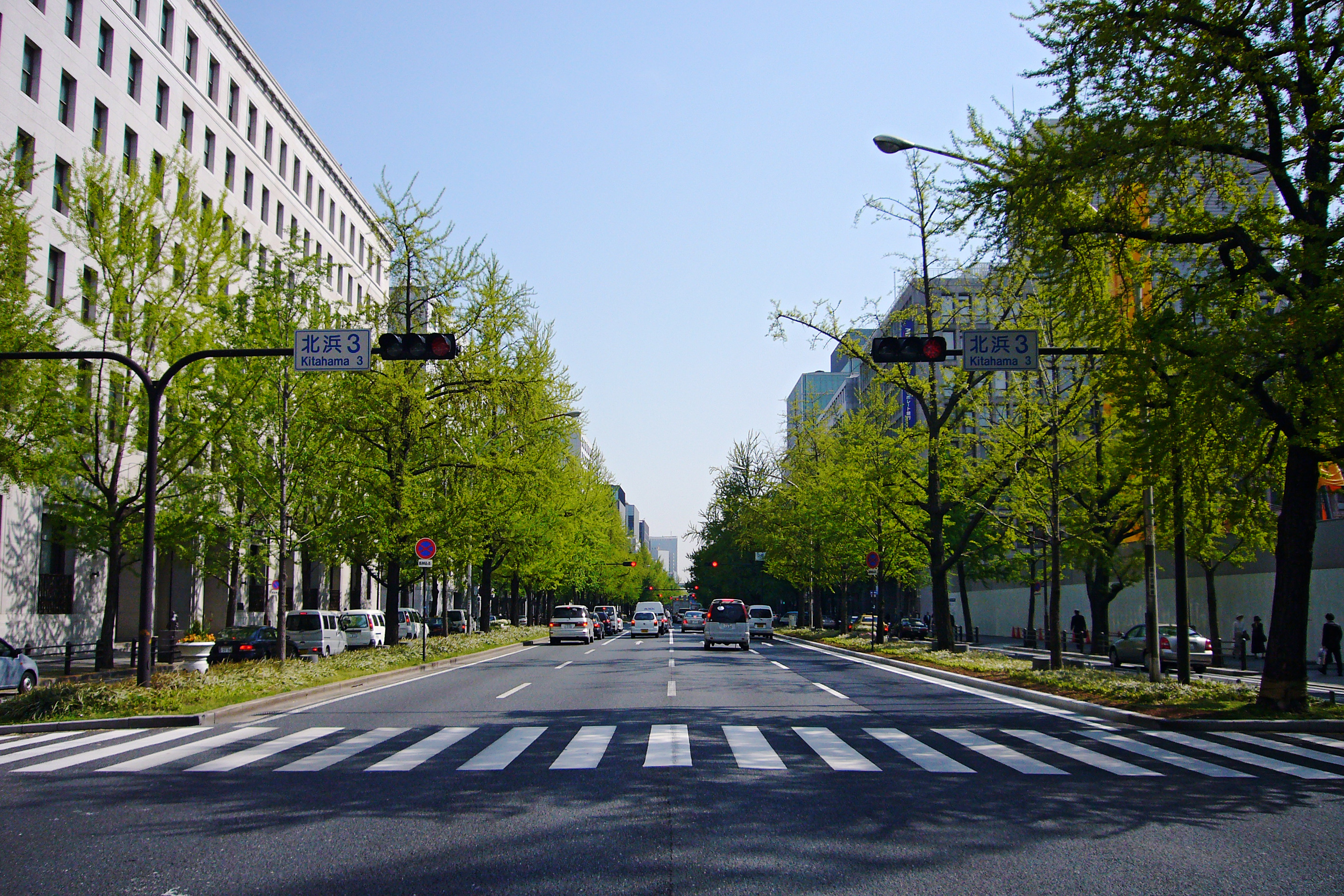
Carrefour Yodoyabashi de Midōsuji.

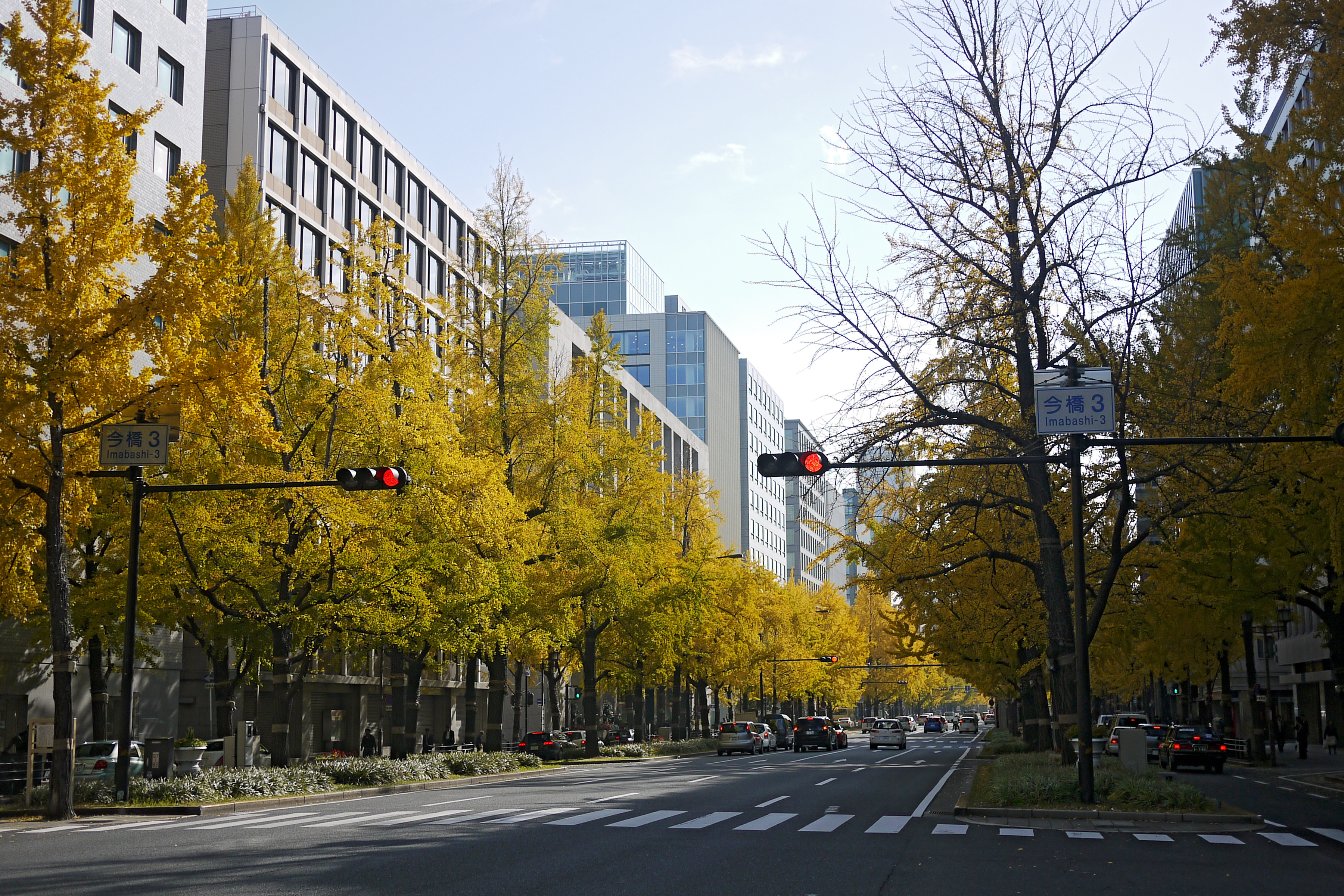
Midōsuji en automne.

Le boulevard Midōsuji (御堂筋, Midō-suji) est la rue principale d'Osaka, chef-lieu de la préfecture du même nom, au Japon. Il traverse le centre de la ville du nord au sud, en passant par Umeda, Dōtonbori, Ame-mura, et Namba. En dessous de la rue court la ligne de métro Midōsuji.
Le boulevard est long de 4,2 km et a une largeur de 44 m. Selon ses sections, il comporte de 4 à 9 voies de circulation.

## Histoire
Pendant l'époque d'Edo (1603-1868), Midōsuji était une rue étroite, appelée Yodoyabashisuji (淀屋橋筋). Le boulevard Midōsuji a été construit pendant l'ère Taishō (1912-1926), en élargissant la rue nord-sud existante, et en l'étendant pour qu'elle aille d'Umeda, au nord, au quartier de Namba dans le sud. Il a été achevé en 1937.
Actuellement, le boulevard Midōsuji est une rue commerçante de haut standing, avec des magasins de vêtements de marque comme Louis Vuitton, Chanel, ainsi que des grands hôtels, et même un grand magasin Apple Store.
La rue est mentionnée dans plusieurs chansons populaires, comme It's a New day par Hitomi Yaida.
Le boulevard Midōsuji devient la route à péage Minoo au nord, et l'autoroute Kishu au sud.
En mars 2018, la municipalité d'Osaka a dévoilé son plan de transformer le boulevard en piétonnier, par étapes successives, qui serait complètement réalisé pour 2037.